# Santolina insularis
Santolina insularis là một loài thực vật có hoa trong họ Cúc. Loài này được (Gennari ex Fiori) Arrigoni miêu tả khoa học đầu tiên năm 1979.